# Comarca de Xintxu
La comarca de Xintxu (en mandarí: 新竹縣, Xīnzhú-xiàn; en japonès: 新竹県, Shinchiku-ken), sovint romanitzada com a Hsinchu en Wade-Giles, és una comarca de la república de la Xina localitzada al nord-oest de l'illa de Taiwan. La seua capital i municipi més populós és la ciutat de Txupei. Tot i el seu nom, el municipi de Xintxu no forma part de la comarca i té rang ciutat provincial.
L'actual magistrat comarcal des de 2018 és en Yang Wen-ke, pertanyent al Kuomintang. Així mateix, des de 2018, el Kuomintang té majoria absoluta al Consell Comarcal de Xintxu.

## Geografia
La comarca de Xintxu es troba localitzada a la part nord-occidental de l'illa de Taiwan. La comarca limita amb el municipi especial de Taoyuan al nord, amb la comarca de Miaoli al sud, amb l'estret de Taiwan a l'oest i amb els monts Xueshan i Dabajianshan a l'est. Amb una superfície total de 1.427,59 quilòmetres quadrats, el relleu de la comarca està compost per altiplans i muntanyes, amb l'excepció de les planes al·luvials dels rius Fengshan i Touqian així com a zones per on en el passat fluïren rius.

### Municipis
La comarca està formada per una ciutat comarcal, tres viles urbanes, sis viles rurals i dues viles indigenes de muntanya. La capital i seu del govern comarcal es troba a la ciutat de Txupei.

#### Ciutats comarcals
- Txupei (竹北市)

#### Viles urbanes
- Guanxi (關西鎮)
- Xinpu (新埔鎭)
- Txutong (竹東鎮)

#### Viles rurals
- Paoxan (寶山鄉)
- Beipu (北埔鄉)
- Emei (峨眉鄉)
- Hengxan (橫山鄉)
- Hukou (湖口鄕)
- Txionling (芎林鄉)
- Xinfeng (新豐鄉)

#### Viles indigenes
- Jianxi (尖石鄉)
- Wufeng (五峰鄉)

## Història
Abans de l'arribada de l'ètnia Han a l'illa, la zona on ara es troba la comarca va ser la llar dels pobles indigenes Taokas, Saisiyat i Atayal. Després que s'instaurara la governació espanyola de Formosa, missioners catòlics arrivaren a Tek-kham el 1626. Els Hoklo i els Hakka s'assentaren a la zona i començarean a treballar la terra de les planes voramar així com les valls al llarg del rius. El 1684 es creà la comarca de Txulo durant el període on Taiwan pertanyé a la dinastia Qing i més gent Han s'establí a la zona de Tek-kham. Una ciutat xinesa es fundà a la mateixa zona el 1711 amb el mateix nom, sent anomenada Xintxu el 1875. La ciutat va formar part de la prefectura de Taipeh. A finals del segle xix, la gent Hoklo ja dominava les planes de la costa, forçant que les tribus indigenes Sasiyat i Atayal es desplaçaren cap a les àrees muntanyoses de l'interior que avui dia formen part dels municipis de Jianxi i Wufeng, mentre els Hakka i Taokas romangueren a les valls dels rius.
Quan el 1895, després de la primera guerra sinojaponesa, l'illa de Taiwan passà a formar part del Japó, la zona s'anomenà Shinchiku, amb la lectura japonesa del mateix nom que a l'època xinesa. Cap a la dècada del 1920, la prefectura de Shinchiku ocupava les actuals comarques de Xintxu i Miaoli, així com la ciutat provincia de Xintxu i el municipi especial de Taoyuan. Després de la Segona Guerra Mundial, l'illa de Taiwan passà a control de la república de la Xina l'any 1945. La comarca de Xintxu es va crear el 25 de desembre de 1945 com una comarca més de la ja desapareguda província de Taiwan. El municipi de Xiangxan, pertanyent a la comarca, va ser absorbit per la ciutat provincial de Xintxu l'1 de juliol de 1982.